# Coenotephria juracolaria
Coenotephria juracolaria är en fjärilsart som beskrevs av Eugen Wehrli. Coenotephria juracolaria ingår i släktet Coenotephria och familjen mätare. Inga underarter finns listade i Catalogue of Life.